# Vuelta ciclista a la Unión Soviética
La Vuelta ciclista a la Unión Soviética fue una competición ciclista de ciclismo en ruta por etapas que se disputó en la Unión Soviética durante los años 1937 y 1988. No llegó a disputarse durante todos los años, se corrió en diferentes periodos. Su primer vencedor fue el soviético Mikhail Bybalchenko, mientras que el último fue el kazajo Andrei Teteriouk.

## Palmarés
| Año  | Ganador                         | Segundo                | Tercero                         |
| 1937 | Mikhaïl Rybaltchenko            | Verchinine             | Tchistiakov                     |
| 1938 | Nikolaï Denissov                | Vladimir Boukriev      | Fiodor Tarachkov                |
| 1952 | Kazis Parchaitis                |                        |                                 |
| 1953 | Rodislav Tchizikov              |                        |                                 |
| 1954 | Rodislav Tchizikov              |                        |                                 |
| 1955 | Pavel Vostriakov                | Vladimir Plotizin      | Nikolaï Matvejev                |
| 1956 | Viktor Kapitonov                |                        |                                 |
| 1957 | Yuri Koledov                    | Evgeni Nemitov         | Nikolaï Sirotin                 |
| 1958 | Nikolaï Eschenko                | Viktor Romanov         | Alexei Podjablonski             |
| 1962 | Drapeau : URSSAntas Vjaravas    |                        |                                 |
| 1967 | Gainan Saidschushin             |                        |                                 |
| 1969 | Alexandre Kulibin               | Vladislav Koukharski   | Ringold Walterovitch Kalnenieks |
| 1972 | Ringold Walterovitch Kalnenieks | Alexandre Gussiatnikov | Alexandre Gussiatnikov          |
| 1973 | Andris Jacobson                 | Viktor Khrapov         | Alexandre Kraskov               |